# Zastava Ukrajine
Zastava Ukrajine (ukrajinsko Прапор України, latinizirano: Prapor Ukrajiny) je sestavljena iz enako velikih vodoravnih pasov modre in rumene barve. Kot narodna zastava se modro-rumena dvobarvna zastava uporablja že od pomladi narodov leta 1848, ko so jo dvignili nad mestno hišo v Lvovu. Kot državno zastavo jo je prvič uradno sprejela leta 1918 kratkotrajna Zahodnoukrajinska ljudska republika, nato pa jo je uporabila Ukrajinska ljudska republika. Tik pred izbruhom druge svetovne vojne jo je marca 1939 sprejela tudi Karpatska Ukrajina. Ko je bila Ukrajina del Sovjetske zveze, je bila uporabljena zastava Ukrajinske sovjetske socialistične republike in dvobarvna zastava je bila prepovedana. Modra in rumena zastava je bila začasno sprejeta za uradne slovesnosti septembra 1991 po ukrajinski neodvisnosti, preden jo je 28. januarja 1992 uradno obnovil ukrajinski parlament.
Ukrajina od leta 2004 praznuje dan državne zastave dne 23. avgusta.

## Opis
Zakon Ukrajine pravi, da so barve ukrajinske zastave "modro-rumene", vendar so barve določili drugi državni organi. V spodnji tabeli so navedene barve po tehnični specifikaciji DSTU 4512:2006:
| Barvna shema    | Močno azurna          | Rumena                      |
| --------------- | --------------------- | --------------------------- |
| Pantone         | Pantone Coated 2935 C | Pantone Coated Yellow 012 C |
| RAL             | 5019 Azure            | 1023 Gold (golden)          |
| RGB color model | 0, 87, 183            | 255, 215, 0                 |
| CMYK            | 100, 63, 0, 2         | 0, 2, 100, 0                |
| HEX             | #0057b7               | #ffd700                     |
| Websafe         | #0066cc               | #ffcc00                     |

Prišlo je do nesoglasja glede odtenka modre, uporabljene v zastavi. Leta 2013 je znanstvenik Dmitro Malakov trdil, da je prava barva nebeško modra in da se po pravilih heraldike temno modra ne sme uporabljati. Vodja ukrajinskega heraldičnega društva je dejal, da to vprašanje heraldike ne velja za zastave.
Zastava je podobna zastavam avstrijske dežele Spodnja Avstrija, nemškega mesta Chemnitz in madžarskega mesta Pécs, vendar imajo vse te zastave temnejši odtenek modre. Zastava je tudi nekoliko podobna zastavi malezijske države Perlis, vendar ima obrnjeno razporeditev barv s temnejšimi odtenki modre in rumene ter drugačno razmerje stranic zastave.